# فرو بورن
فرو بورن (FeB)(به انگلیسی:Ferroboron) فروآلیاژی متشکل از آهن و بور است. این فلز معمولاً حاوی 17.5٪ تا 20٪ بور است و برای تولید فولادهای بور استفاده می شود.
این فروآلیاژ یا با احیای کربوترمی بوریک اسید در یک کوره قوس الکتریکی همراه با فولاد کربنی یا با احیای آلومینوگرمیک اسید بوریک در حضور آهن تولید می شود.

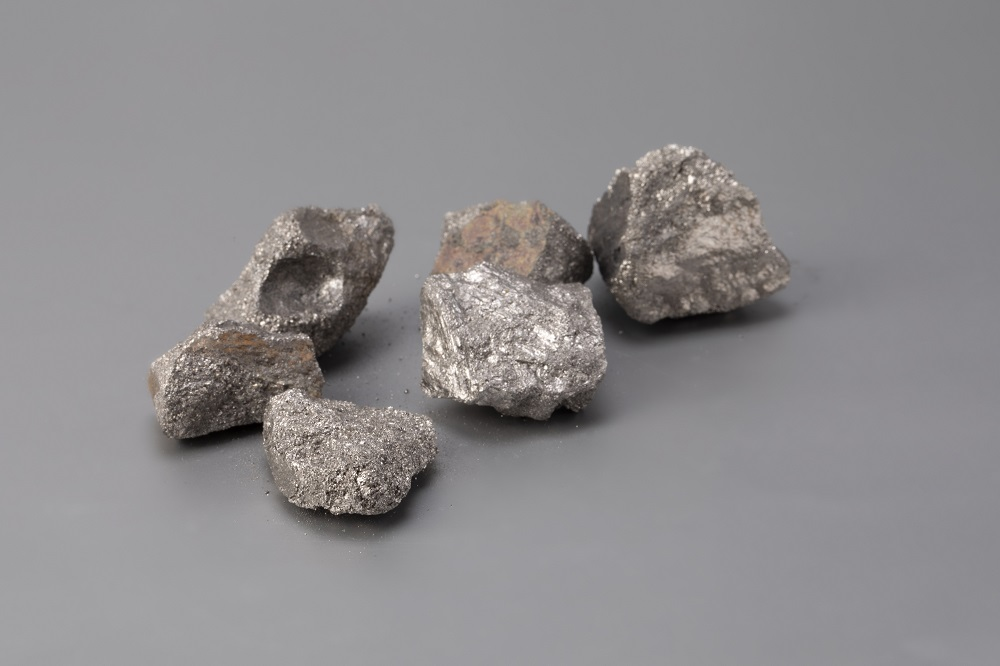
فرو بورن به صورت کلوخ

فروبور به فرومنگنز و سایر فولادهای کم آلیاژ اضافه می شود تا سختی پذیری را بهبود بخشد، و همچنین می تواند به عنوان یک حذف کننده‌ی نیتروژن در فولاد و همچنین در تولید آهنرباهای نئودیمیوم عمل کند.

## فرو آلیاژ
فرو آلیاژ، آلیاژی است که از آهن و برخی دیگر از عناصر مثل آلومینیوم، کروم، منگنز و سیلیس تشکیل می‌شود. امروزه فروش فرو آلیاژها بسیار مرسوم است، زیرا برای تولید انواع آلیاژهای فلزی و غیر فلزی به کار می‌روند. در ضمن، آنها بر روی کیفیت فلزات و محصولات تاثیری زیادی دارند. اصطلاح فرو، به ترکیبی گفته می‌شود که حاوی آهن است. فروآلیاژ از آهن به عنوان عنصر پایه استفاده می‌کند که این عنصر در طول فرایند تولید فولاد با یک یا چند عنصر دیگر همراه می‌شود. یک فروآلیاژ به‌طور فیزیکی این عناصر را وارد فلز مذاب می‌کند تا فولاد و چدن تولید شوند. این نوع آلیاژ می‌تواند از چند عنصر واکنشی که به عنوان سیستم‌های آلیاژی شناخته می‌شوند، مانند نیکل یا کبالت استفاده کند. این آلیاژها به صورت تجربی و با شناسایی عناصر مختلف برای ترکیب با آهن، در طول تولید فولاد اختراع شدند. انواع مختلفی از این آلیاژها از جمله فرومنگنز، فروکروم و فروسیلیس و … وجود دارند. آنها کیفیت‌های منحصر به‌فردی را در فولاد و چدن ارائه می‌کنند و نقش مهمی در چرخه‌های تولید آهن و فولاد دارند.

### تاریخچۀ تولید فروآلیاژها
تا قبل از قرن 19 میلادی، تولید فروآلیاژها همانند سیلیکون متال و فروسیلیسیم، با ذوب کانه‌های آهن و سنگهای منگنزی آهن‌دار در بوته‌های گرافیتی یا کوره های زمینی انجام می‌شد. این فرایند تولید، معمولا با استفاده از کک و سایر مواد احیاکننده همراه بود. اما قطعات تولیدی ارزش چندانی نداشته و جز در مواردی اندک مورد استفاده ی صنعتی قرار نمی‌گرفتند. چرا که برخی فروآلیاژها دمای ذوب بالایی داشته و به دمای مناسب خود نمی‌رسیدند. همین امر منجر به تولید قطعات غیر یکنواخت شده و از کیفیت محصولات تولیدی می‌کاست. تا سال 1920، فرایند تولید آهن خام نیز تنها در کوره‌های بلند انجام می‌شد. فرایند تولید فروآلیاژها در این کوره‌ها، با شارژ کانه‌های آهن منگنزدار، کروم‌دار یا تیتانیم‌دار، به جای کانه‌های آهن خالص انجام می‌شد. مسلما محصولات تولید شده با این روش عیار پایینی داشته و مناسب استفاده در صنایع مختلف نبودند. اما با ساخت ژنراتورها و توسعه‌ی صنعت برق، کوره‌های قوس الکتریکی جایگزین کوره‌های بلند شدند. در این زمان فرایند تولید فروآلیاژها از جمله فروسیلیسیم به مقیاس صنعتی رسید. تا به امروز نیز بهترین روش برای تولید بسیاری از فروآلیاژها استفاده از کوره‌های قوس الکتریکی است. فروآلیاژها با استفاده از موادی نظیر سنگ آهن، سنگ‌های معدنی غیر آهنی، کک زغال سنگ و زغال سنگ با دو روش به تولید می‌رسند. با روی کار آمدن کوره‌های قوس الکتریکی، استفاده از کوره‌های بلند کاهش یافت. اما هنوز برخی از فروآلیاژها مانند فرومنگنز از این طریق تولید می‌شوند. در کوره‌های قوس الکتریکی طی یک واکنش کربوترمیک، فروآلیاژها تولید می‌شوند. در این واکنش‌ها، اکسیدهای موجود در مواد اولیه، در حضور آهن و توسط کربن و مونوکسیدکربن حاصل از کک، احیا شده و فروآلیاژ را تشکیل می‌دهند. برای تولید برخی از فروآلیاژها، عناصر مختلفی که مورد نظر است، به آهن مذاب اضافه شده و فرایند تولید صورت می‌گیرد.

### مهمترین شرکت‌های فرو آلیاژ در ایران[۴]
شرکت صنایع فروآلیاژ ایران : یکی از بهترین تولیدکنندگان فروآلیاژهاست که فعالیت خود را از سال ۱۳۶۵ شروع کرده و با تکیه بر منابع داخلی و پرسنل متخصص خود، در این صنعت به موفقیت های بزرگی دست یافته است. این شرکت که یکی از منابع تامین کننده بزرگ در این حوزه است، باعث شده است که میزان بالایی از تقاضای داخلی را پوشش داده و نیاز به منابع خارجی را رفع نماید.
کارخانه فروآلیاژ تام : گروه صنعتی تام، از کارخانه های تولید فروسیلیس و فروآلیاژ است که از سال ۱۳۸۷ فعالیت خود را شروع کرده و در حوزه تولید مواد اولیه فولاأ، فروآلیاژ و صنایع ریخته گری به موفقیت های بالایی دست یافته است. محصولات این شرکت دارای کیفیت بالا و قیمت تمام شده مناسبی است که در حوزه های فروآلیاژها و فرآورده های کربنی شکل گرفته است.
شرکت فروآلیاژ کاویان : یکی از بهترین تولیدکنندگان فروآلیاژهاست که با ظرفیتی بالا و با تلاش مهندسان و صنعتگران اقدام به تولید انواع فروآلیاژها نموده و از سال ۱۳۸۸ آن را توسعه داده است. این شرکت ابتدا فروسیلیکومنگنز را در کارخانه خود تولید می کرد، در راستای توسعه تولیدات خود از پیشرفته ترین تجهیزات و تکنولوژی های روز دنیا بهره برده و محصولات خود را با بالاترین کیفیت به بازار عرضه داشته است.
شرکت فروآلیاژ اکسین : شرکت فروآلیاژ اکسین، از کارخانه های تولید فروسیلیس و فروآلیاژ است که با دارای سابقه فعالیت ۲۵ ساله در این حوزه داشته و فروسیلیسیم بالا را به عنوان شرکتی دانش بنیان تولید نموده است. این شرکت بهترین نوع فروسیلیسیم را توید می کند که دارای ۷۴ درصد سیلیسیم و ۱.۸ آلومینیوم است که با تلاش متخصصین جوان در بالاترین کیفیت تولید شده است.
شرکت آلیاژگستر هامون : یکی از بهترین تولیدکنندگان فروآلیاژهاست که فعالیت خود را از سال ۱۳۹۲ شروع کرده و مجوزهای لازم را برای ظرفیت اسمی ۵ هزار تن فروسیلیسیم از اداره صنایع و معادن دریافت کرده است. این شرکت توانسته است در طی مدت دو سال، اقدام به طراحی، تولید و نصب تجهیزات مربوط به این صنعت را تهیه کرده و با ساخت کوره اصلی، به فاز بهره برداری وارد شود.

## کاربردها
بیشترین کاربرد فروبور در صنعت فولاد است. افزودن فروبور در صنعت فولاد باعث می شود کربن، کروم، منگنز، مولیبدن غیر عمل شوند. از این فرو آلیاژ برای ماهواره ها استفاده می شود و خاصیت مقاومت سایشی را به شدت افزایش می دهد. همچنین برای تولید میلگرد های کم کربن، برای ساخت سرامیک ها و فلز، برای ساخت ورق های خودرو از فروبور نیز استفاده می شود.
فروبرون کاربردهای متعددی دارد که یکی از آنها استفاده از آن در تولید فولاد برای بهبود خواصی مانند سختی پذیری و کارپذیری گرم است. همچنین در تولید ورق های فولادی خودرو، میله های سیم کاری و آلیاژهای بی شکل استفاده می شود. این فروآلیاژ همچنین در هسته های فولادی برای ترانسفورماتورهای با راندمان بالا، آهنرباهای نئودیمیم آهن بور و در موتورهای وسایل نقلیه هیبریدی یا ژنراتورهای الکتریکی در سیستم های قدرت بادی استفاده می شود.

### بورونیزاسیون
تعدادی روش برای انجام بورونیزاسیون وجود دارد. منبع بور ممکن است در حالت جامد، مایع یا گاز باشد. با این حال، بورونیزاسیون در حالت جامد دارای مزایای فنی از جمله سهولت درمان، توانایی دستیابی به سطح صاف، سادگی تجهیزات مورد نیاز و امکان تغییر ترکیب پودر می باشد. بورونیزاسیون عموماً در دمای 800 تا 1000 درجه سانتیگراد و برای 2 تا 8 ساعت انجام می شود. مواد بورون دار با سختی سطح بالا و مقاومت در برابر سایش مشخص می شوند. مطالعات بر روی بورونیزاسیون بیشتر بر تعیین خصوصیات لایه‌های بورید روی قطعات ماشین و بهبود خواص آنها متمرکز هست.

## تولید فروبورن
فروبرون به صورت تجاری توسط یکی از دو فرایند اصلی یعنی واکنش کربوترمیک و واکنش آلومینوترمیک تولید می شود. تولید کربوترمیک در کوره های قوس الکتریکی با استفاده از کربن، اسید بوریک و پودر آهن به عنوان مواد اولیه انجام می شود. تولید آلومینوگرمیک به صورت لید انجام می شود. مواد اولیه وارد شده به ملاقه عبارتند از اسید بوریک، سنگ آهن، پودر آلومینیوم، اما می توان از پودر منیزیم نیز استفاده کرد. ناخالصی‌ها در غلظت‌های مختلف در تمام روش‌های تولید فروبور وجود دارند که استفاده از آلیاژ را در مواد با تکنولوژی بالا محدود می‌کند. پودر فروبرون از آسیاب تولید می شود. پودرهای آسیاب شده دارای اشکال نامنظم و جریان پذیری ضعیف هستند.

## خصوصیات فروبور
فرو بورن به شکل کلوخه وجود دارد و رنگ آن نقره ای مایل به خاکستری است. دمای ذوب آن به بیش از 1500 درجه سانتی گراد می رسد. چگالی آن 3.3 گرم بر سانتی متر مکعب است و بویی ندارد.

## ترکیب شیمیایی
| درصد        | عنصر           |
| حداقل 17    | Boron, B       |
| حداکثر 2    | Silicon, Si    |
| حداکثر 1    | Aluminum, Al   |
| حداکثر 0.5  | Carbon, C      |
| حداکثر 0.05 | Sulfur, S      |
| حداکثر 0.05 | Phosphorous, P |
|             | Iron, Fe       |